# Carrefour de l'Arbre

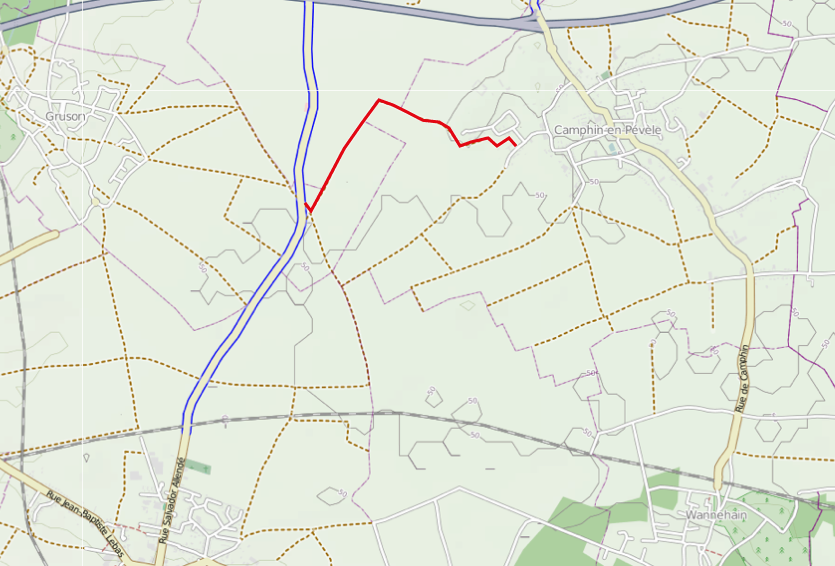
Posizione del Carrefour de l'Arbre in Francia

Il Carrefour de l'Arbre (o Pavé de Luchin) è un settore in pavé affrontato dalla corsa in linea di ciclismo su strada Paris-Roubaix, situato tra i comuni di Gruson e Camphin-en-Pévèle, permettendo di collegare Camphin-en-Pévèle al Carrefour de l'Arbre propriamente detto: per la lunghezza, 2,1 km, e la difficoltà, è attualmente classificato come settore a cinque stelle, il livello più difficile. 

## Storia

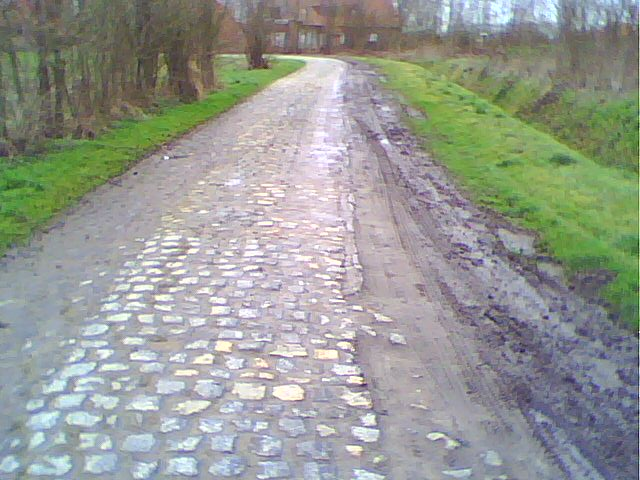
Prima parte del settore

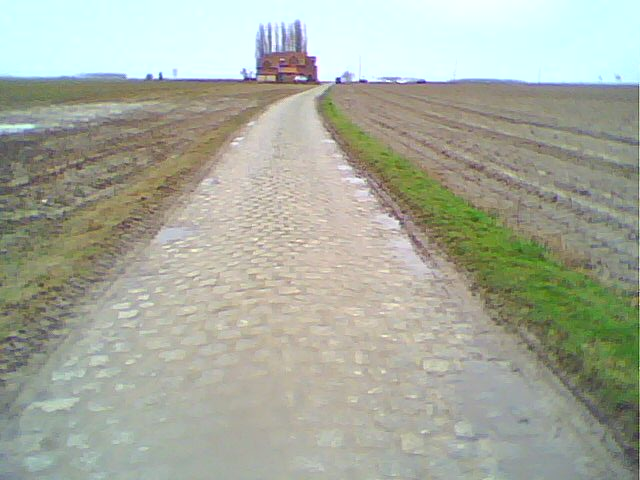
Seconda parte del settore

Il Carrefour de l'Arbre è stato introdotto nel 1958, ed è sempre stato affrontato dalla Paris-Roubaix dal 1980 e, vista anche la vicinanza al traguardo di Roubaix (una quindicina di chilometri), è spesso risultato decisivo. La sua difficoltà è paragonabile a quella della Foresta di Arenberg, ma il numero complessivo di settori in pavé la rende più difficile. Solitamente i corridori che affrontano in testa questo settore hanno buone chance di arrivare in testa anche al velodromo di Roubaix e inoltre è anche l'ultimo settore in cui possono esserci tentativi di attacco, vista la facilità degli ultimi tre prima del traguardo.

## Descrizione
- Lunghezza: 2100 metri
- Difficoltà: 5 stelle
- Settore nº 4 (dall'arrivo)

Affrontato da Camphin-l'Arbre, il settore si corre quasi completamente lungo un falsopiano in salita. Può essere suddiviso in due parti, quasi uguali tra loro. La prima parte inizia sulla rue de Cysoing a Camphin (latitudine 50°35'37" N e longitudine 3°14'59" E), ed affronta una serie di curve, per poi seguire il Domaine de Luchin, luogo in cui ha sede il LOSC Lille Métropole, squadra di calcio di Lilla. Questa prima parte è la più difficile, con un pavé molto irregolare. Successivamente, dopo una curva ad angolo retto, si entra nel secondo settore, un rettilineo che porta verso il ristorante l'Arbre. In questa seconda parte il pavé è più regolare. Superato il ristorante, il percorso affronta dei tornanti per entrare nella strada dipartimentale 90, alcune decine di metri prima di entrare nel terzo settore affrontato dalla Parigi-Roubaix a Gruson.

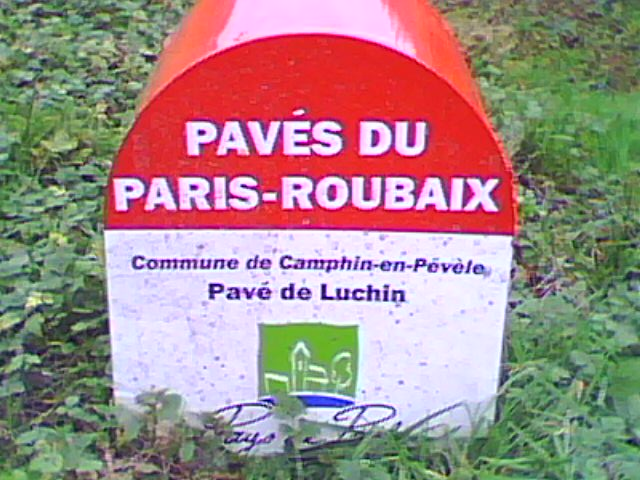
Pannello del pavé de Luchin
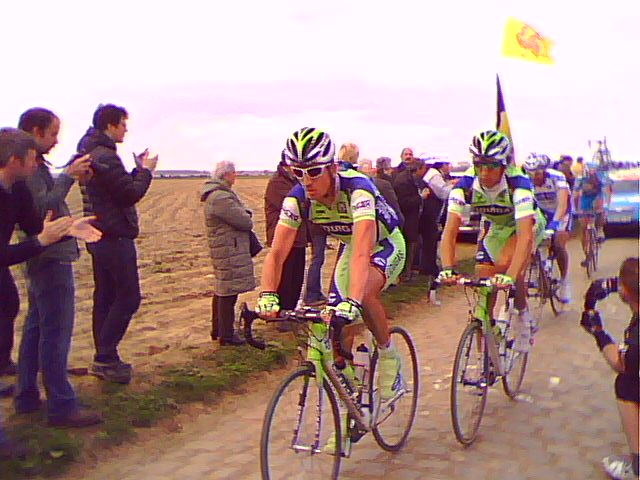
F. Willems e F. Pozzato alla Paris-Roubaix 2008